# Harpactocrates drassoides
Harpactocrates drassoides är en spindelart som först beskrevs av Simon 1882.  Harpactocrates drassoides ingår i släktet Harpactocrates och familjen ringögonspindlar. Inga underarter finns listade i Catalogue of Life.